# Amyema luzonensis
Amyema luzonensis là một loài thực vật có hoa trong họ Loranthaceae. Loài này được (C.Presl) Danser mô tả khoa học đầu tiên năm 1929.